# Šajdíkove Humence
Šajdíkove Humence (in ungherese Sajdikhumenec) è un comune della Slovacchia facente parte del distretto di Senica, nella regione di Trnava.